# こんな夜は
『こんな夜は』（こんなよるは）は、1978年1月25日にリリースされた松山千春の2枚目のオリジナル・アルバムである。

## 解説
先行シングルの「時のいたずら」、B面「白い花」は共に未収録。

## 再発盤
1983年に初CD化。後に1989年(ゴールドCD)、1990年(通常CD)、1994年(「CD選書」)、2007年(紙ジャケットCD)、2019年（UHQCD仕様）に再リリースされた。
1983年～1994年リリース盤は全て同じ音質となっており、プリエンファシス処理が施されている。2007年リリース盤では新たにデジタルリマスタリングが施され、音質が向上されている。

## 収録曲
| 全作詞・作曲: 松山千春。 |                  |           |            |          |      |
| #                        | タイトル         | 作詞      | 作曲・編曲 | 編曲     | 時間 |
| 1.                       | 「雨あがりの街」 | 松山千春  | 松山千春   | 松井忠重 | 4:16 |
| 2.                       | 「南風にのせて」 | 松山千春  | 松山千春   | 清須邦義 | 4:52 |
| 3.                       | 「私を見つめて」 | 松山千春  | 松山千春   | 松井忠重 | 6:37 |
| 4.                       | 「走れ夜汽車」   | 松山千春  | 松山千春   | 松井忠重 | 3:03 |
| 5.                       | 「こんな夜は」   | 松山千春  | 松山千春   | 清須邦義 | 4:42 |
| 合計時間:                | 合計時間:        | 合計時間: | 23:30      |          |      |

| 全作詞・作曲: 松山千春。 |                |           |            |          |      |
| #                        | タイトル       | 作詞      | 作曲・編曲 | 編曲     | 時間 |
| 1.                       | 「君が好きさ」 | 松山千春  | 松山千春   | 清須邦義 | 3:23 |
| 2.                       | 「貴方だけ」   | 松山千春  | 松山千春   | 松井忠重 | 4:08 |
| 3.                       | 「帰ろう」     | 松山千春  | 松山千春   | 清須邦義 | 4:46 |
| 4.                       | 「君はそばに」 | 松山千春  | 松山千春   | 松井忠重 | 3:19 |
| 5.                       | 「父さん」     | 松山千春  | 松山千春   | 清須邦義 | 5:28 |
| 6.                       | 「涙」         | 松山千春  | 松山千春   | 松井忠重 | 3:49 |
| 合計時間:                | 合計時間:      | 合計時間: | 24:53      |          |      |

## 参加ミュージシャン
- Drums：岡本あつお
- Folk Guitar：安川ひろし・清須邦義
- Electric Guitar：安川ひろし
- Electric Bass：松本茂
- Keyboard：倉田信雄
- Percussion：中島御
- Mandolin：清須邦義
- Chorus：松山千春・清須邦義